# Halleneuropameisterschaften im Bogenschießen 1987
Die 3. Halleneuropameisterschaften im Bogenschießen wurden am 7. und 8. Februar 1987 im Palais Omnisports in der französischen Hauptstadt Paris ausgetragen.

## Ergebnisse
Es wurden nur Medaillen in Disziplinen mit dem Recurvebogen vergeben.
| Disziplin         | Gold                                                                 | Silber                                                       | Bronze                                                   |
| ----------------- | -------------------------------------------------------------------- | ------------------------------------------------------------ | -------------------------------------------------------- |
| Männer Einzel     | Igor Prokopjew                                                       | Manfred Barth                                                | Marnix Vervinck                                          |
| Frauen Einzel     | Ljudmyla Arschannikowa                                               | Lisa Andersson                                               | Sebinisso Rustamowa                                      |
| Männer Mannschaft | Sowjetunion Igor Prokopjew Wladimir Jeschejew Boris Issatschenko     | BR Deutschland Manfred Barth Andreas Lippoldt Emmerich Klaus | Frankreich Vincent Weis Thierry Venant Bruno Felipe      |
| Frauen Mannschaft | Sowjetunion Ljudmyla Arschannikowa Sebinisso Rustamowa Jelena Marfel | Frankreich Nathalie Hibon Marie-Josée Bazin Catherine Pellen | Schweden Lisa Andersson Christa Bäckman Nettan Andersson |

## Medaillenspiegel
| Platz  | Land           | Gold | Silber | Bronze | Gesamt |
| ------ | -------------- | ---- | ------ | ------ | ------ |
| 1      | Sowjetunion    | 4    | –      | 1      | 5      |
| 2      | BR Deutschland | –    | 2      | –      | 2      |
| 3      | Frankreich     | –    | 1      | 1      | 2      |
| 3      | Schweden       | –    | 1      | 1      | 2      |
| 5      | Belgien        | –    | –      | 1      | 2      |
| Gesamt | Gesamt         | 4    | 4      | 4      | 12     |